# مازون ویچنتینو
مازون ویچنتینو (به ایتالیایی: Mason Vicentino) یک کومونه در ایتالیا است که در استان ویچنزا واقع شده‌است.

## خصوصیات
مازون ویچنتینو ۱۲ کیلومترمربع مساحت و ۳٬۴۶۴ نفر جمعیت دارد و ۱۰۴ متر بالاتر از سطح دریا واقع شده‌است.